# Rudolf Hawelka
Rudolf Hawelka (* 8. Februar 1866 in Horažďovice, Österreich-Ungarn; † 1937 in Brünn) war ein tschechoslowakischer Politiker und Abgeordneter der deutschen Minderheit im tschechoslowakischen Abgeordnetenhaus.

## Leben
Hawelkas Vater war Notar und Ehrenbürger der Stadt Budweis. Rudolf Hawelka besuchte die Volksschule und das Gymnasium in Budweis und studierte anschließend Rechtswissenschaften in Prag und Wien. Von 1900 bis 1927 – als er in den Ruhestand trat – arbeitete er im mährischen Landesdienst. 
Ab 1925 war Hawelka Obmann des Nationalrates von Brünn und Mittelmähren. Daneben war er Obmann der Christlichsozialen Partei in Brünn und hatte andere Parteifunktionen inne. 1928 zog er ins tschechoslowakische Abgeordnetenhaus ein. 